# Sam Herssens
Samuel (Sam) Herssens (Brussel, 8 maart 1905 - Souvret, 2 juli 1972) was een Belgisch redacteur en politicus voor de KPB-PCB.

## Levensloop
Herssens was militant van de Association Libre des Compositeurs et Imprimeurs Typographes de Bruxelles en trad in 1925 toe tot de KPB. Van 1929 tot 1932 volgde hij les aan de Internationale Leninschool te Moskou en in 1932 werd hij redacteur bij Le Drapeau Rouge. Na het 'congres van Charleroi' werd hij aangesteld als nationaal administratief secretaris en werd hij o.a. bestuurder van de Centrale Partijschool. Vanaf 1936 was hij provincieraadslid te Brabant en waarnemend volksvertegenwoordiger.
In de aanloop naar de Tweede Wereldoorlog werd hij gedeporteerd naar Frankrijk, maar keerde in mei 1940 terug. Tijdens de Duitse bezetting trad Herssens toe tot het Verzet. Hij werd in juli 1943 opgepakt en naar een Buchenwald gedeporteerd. Na de Bevrijding werd hij wederom directeur van de Centrale Partijschool, een functie die hij uitoefende tot 1947. Tevens was hij van 1945 tot 1950 communistisch volksvertegenwoordiger voor het arrondissement Brussel. In 1964 verliet hij de redactie van Le Drapeau Rouge en de PCB en sloot zich aan bij de Peking-gezinde partij rond Jacques Grippa.

## Publicatie
- Espoir de travail ? : les solutions communistes, Brussel, Société populaire d'éditions, [195?].